# Список передач телеканала HBO
Список передач американского кабельного и спутникового телеканала HBO, входящего в корпорацию WarnerMedia. Телеканал начал своё вещание 7 ноября 1972 г. и с тех пор им выпущено 46 драматических, 61 комедийных телесериалов, а также 8 телесериалов-антологий и 41 мини-сериал (по состоянию на 12.04.2021).

## Текущие телесериалы HBO

### Драматические телесериалы

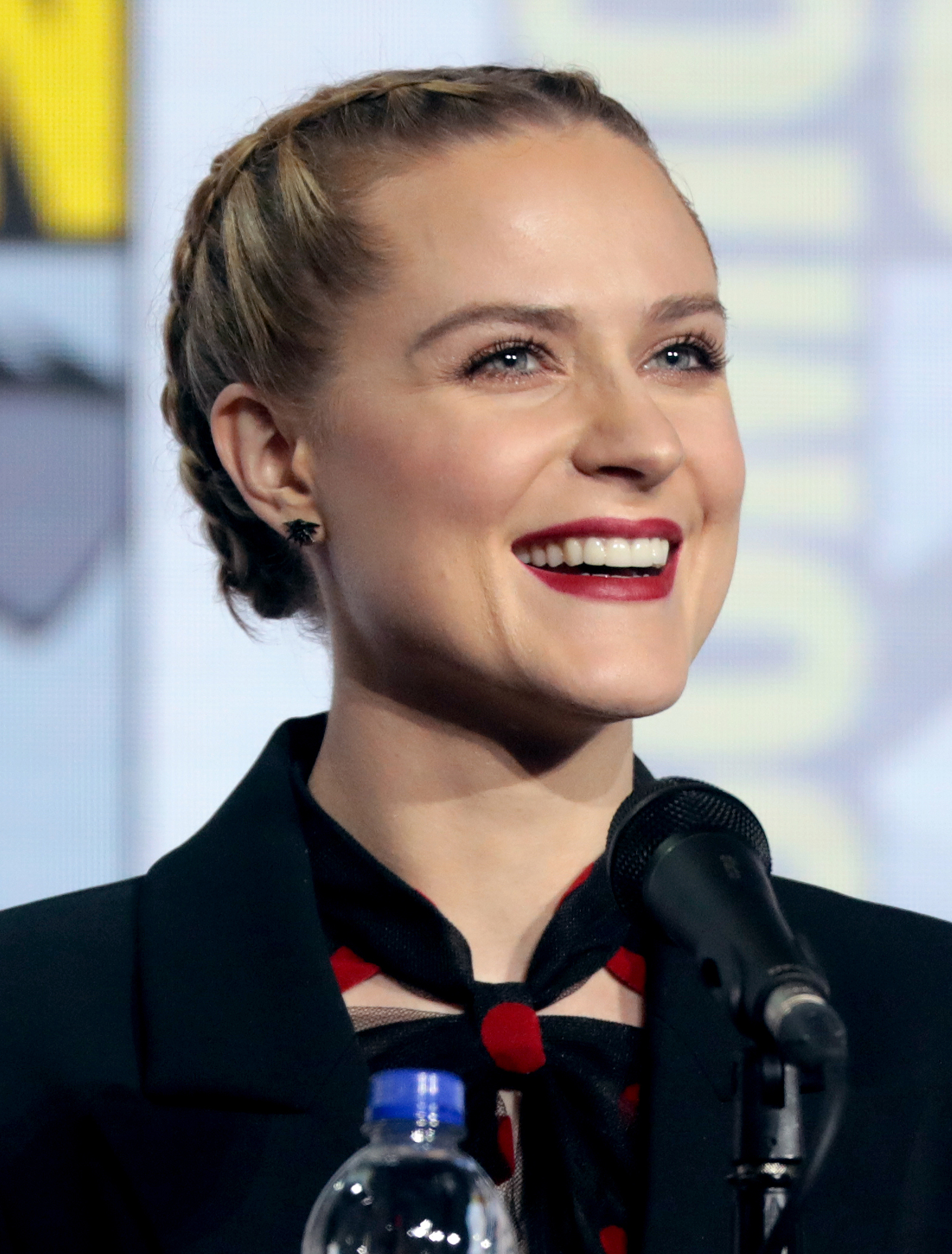
Эван Рейчел Вуд - звезда сериалов Мир Дикого Запада, Настоящая кровь и Милдред Пирс
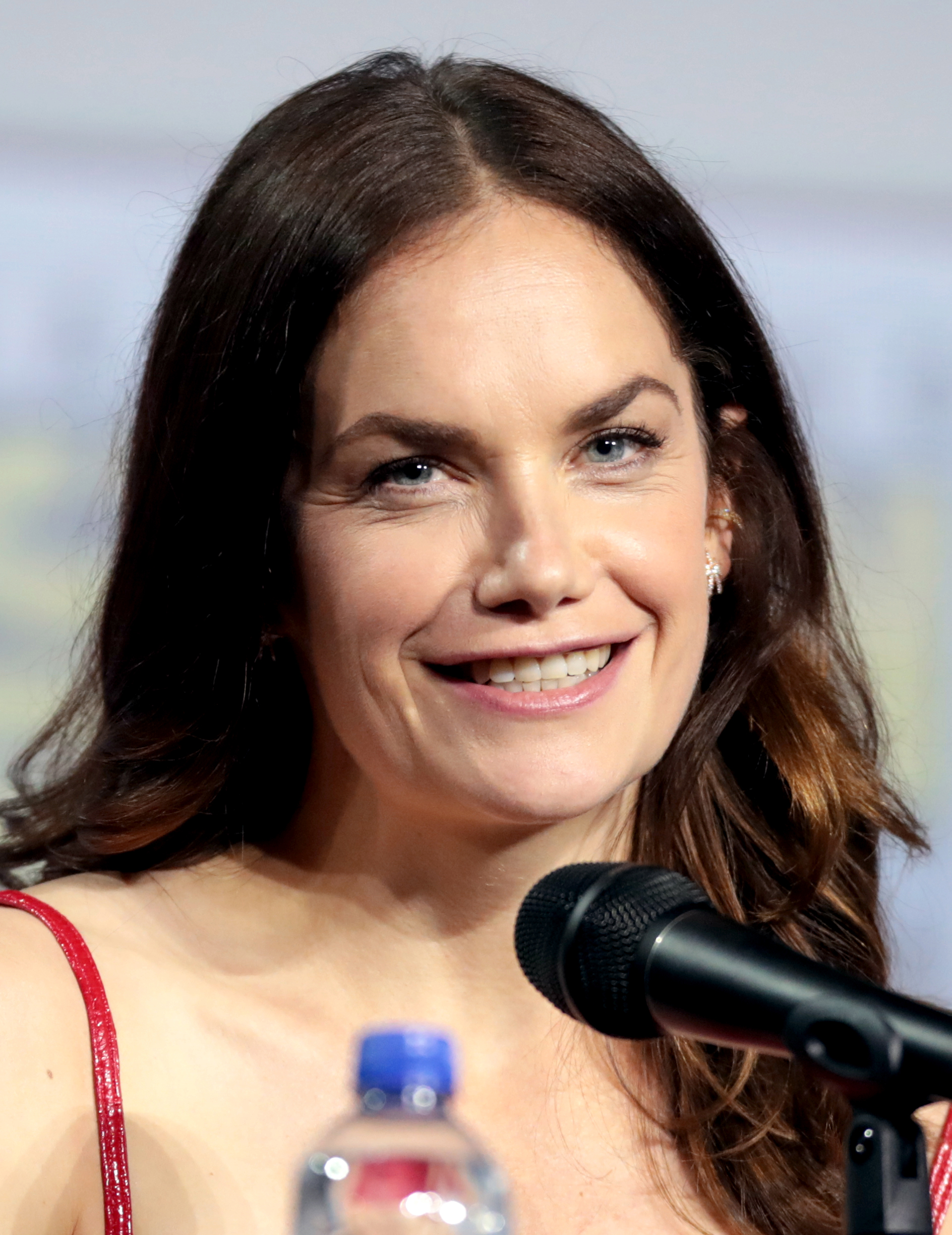
Рут Уилсон снимается в сериале Тёмные начала в главной роли Марисы Колтер, исследовательницы и влиятельной фигуры в Магистериуме
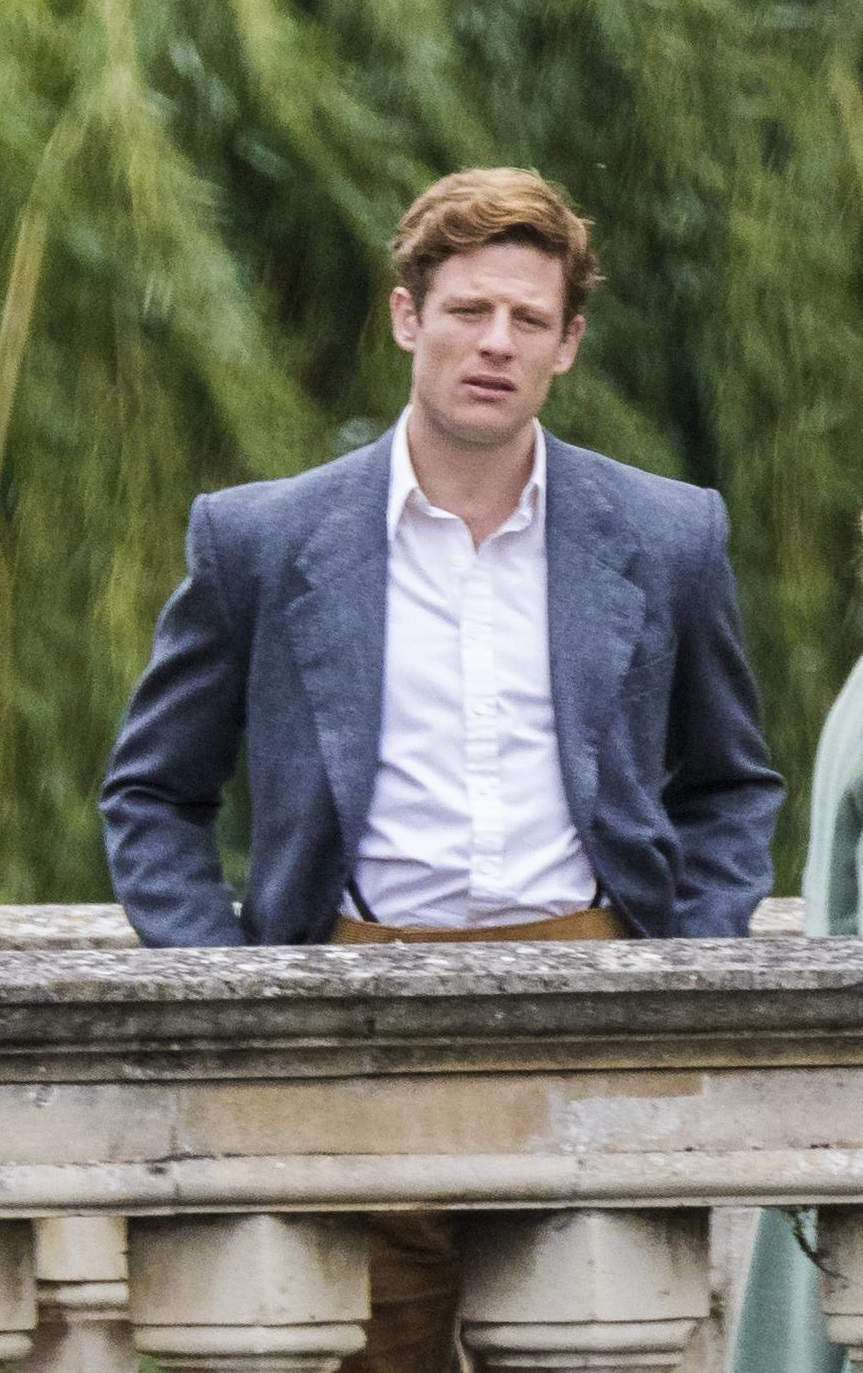
Джеймс Нортон играет роль Хьюго Суэна, молодого экстравагантного аристократа, в сериале Невероятные
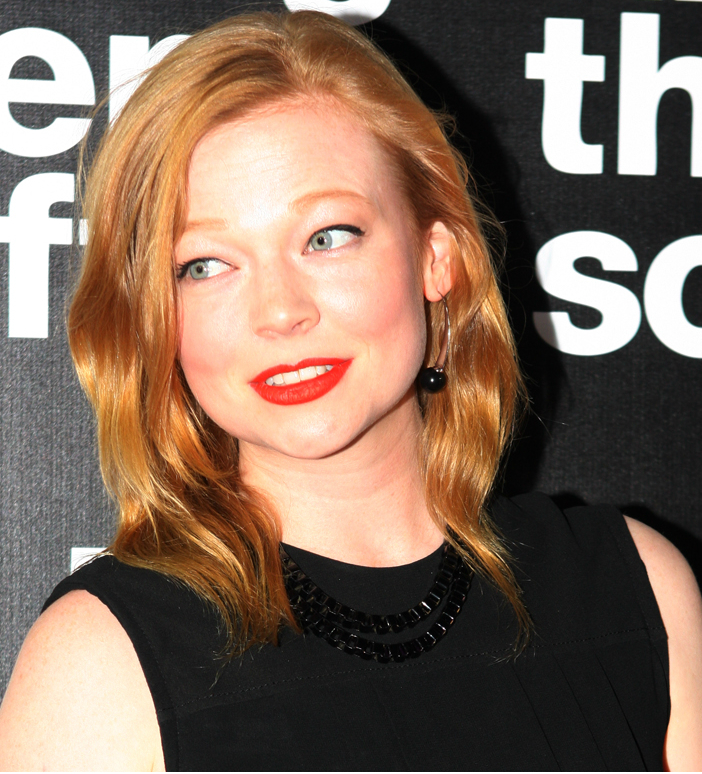
Сара Снук за роль Шивон Рой в сериале Наследники получила номинацию премии «Эмми» за лучшую женскую роль второго плана в драматическом телесериале в 2020 г.

| Название               | Жанр                                                             | Дата премьеры  | Сезоны             | Продолжительность серии | Статус                                     |
| ---------------------- | ---------------------------------------------------------------- | -------------- | ------------------ | ----------------------- | ------------------------------------------ |
| Мир Дикого Запада      | Научная фантастика/Драма/Вестерн/Триллер/Антиутопия              | 2 октября 2016 | 3 сезона, 28 серий | 57–91 мин.              | Продлён                                    |
| Наследники             | Драмеди/Чёрная комедия/Сатира                                    | 3 июня 2018    | 3 сезона, 29 серий | 56–70 мин.              | Выходит 3 сезон до 12 декабря 2021         |
| Моя гениальная подруга | Драма                                                            | 18 ноября 2018 | 2 сезона, 16 серий | 53–64 мин.              | Продлён                                    |
| Джентльмен Джек        | Историческая драма                                               | 22 апреля 2019 | 1 сезон, 8 серий   | 60 мин.                 | Продлён                                    |
| Эйфория                | Подростковая драма                                               | 16 июня 2019   | 1 сезон, 10 серий  | 48–65 мин.              | Продлён                                    |
| Тёмные начала          | Фэнтези/Приключения/Мистика                                      | 3 ноября 2019  | 2 сезона, 15 серий | 45–60 мин.              | Продлён на финальный сезон                 |
| Перри Мейсон           | Детектив/Юридическая драма/Криминал/Исторический вымысел/Неонуар | 21 июня 2020   | 1 сезон, 8 серий   | 56–64 мин.              | Продлён                                    |
| Индустрия              | Драма                                                            | 9 ноября 2020  | 1 сезон, 8 серий   | 49–52 мин.              | Продлён                                    |
| Невероятные            | Драма/Исторический вымысел/Научная фантастика/Стимпанк           | 11 апреля 2021 | 1 сезон, 6 серий   | 54–64 мин.              | Премьера 2 части 1 сезона состоится в 2022 |

### Комедийные телесериалы

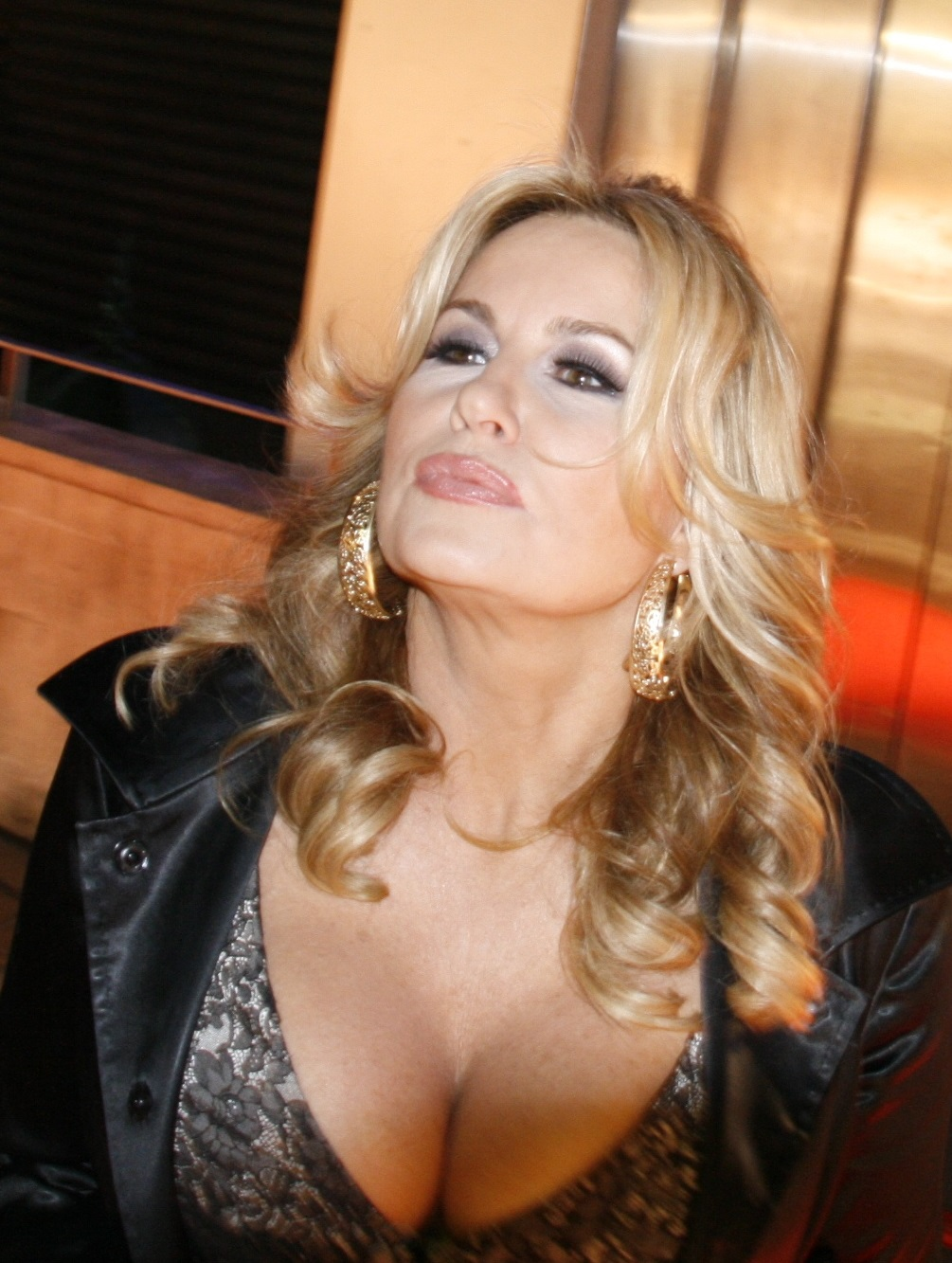
Дженнифер Кулидж в сериале Белый лотос играет роль Тани МакКуойд, проблемной женщины, чья мать недавно умерла
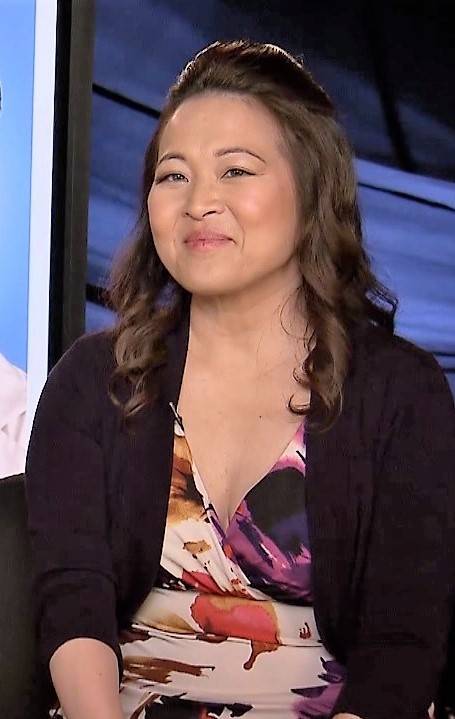
Сьюзи Накамура - звезда сериала Авеню 5, исполняющая роль Айрис Кимура, помощницы владельца туристического космического корабля
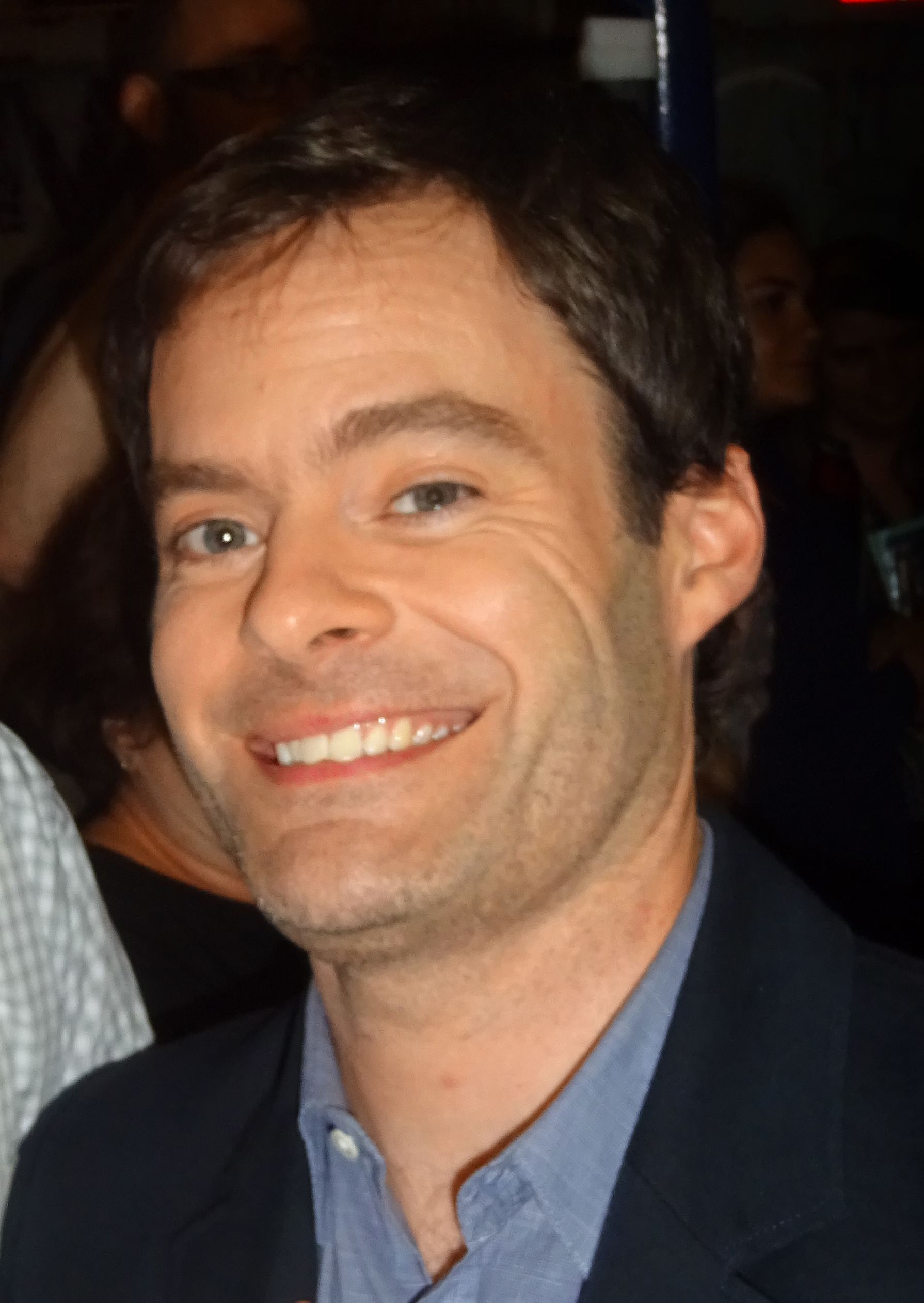
Билл Хейдер, начиная с 2018 года исполняет ведущую роль в сериале Барри, где также выступает сосоздателем.
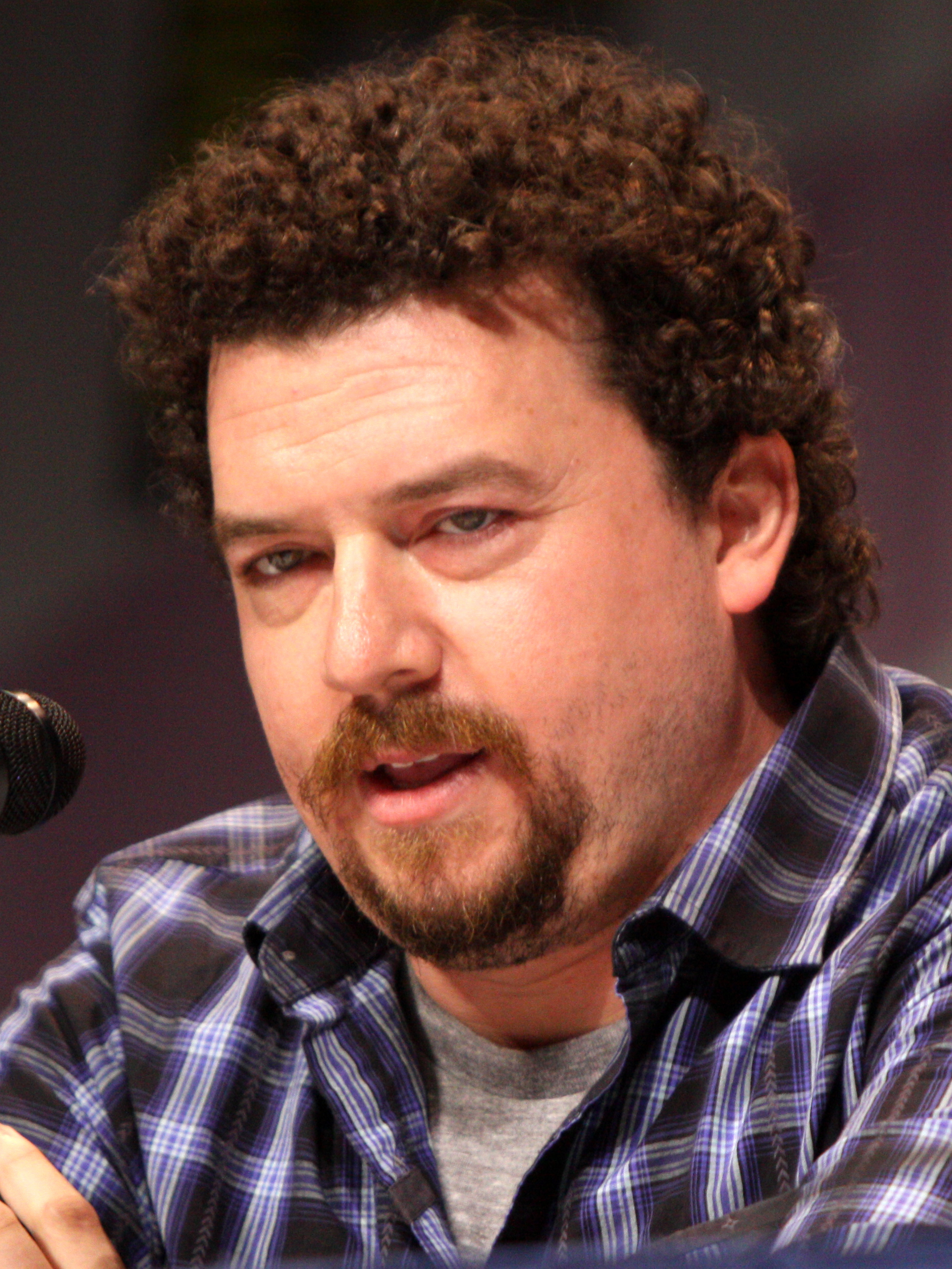
Дэнни Макбрайд - создатель, сценарист и главная звезда сериала Праведные Джемстоуны
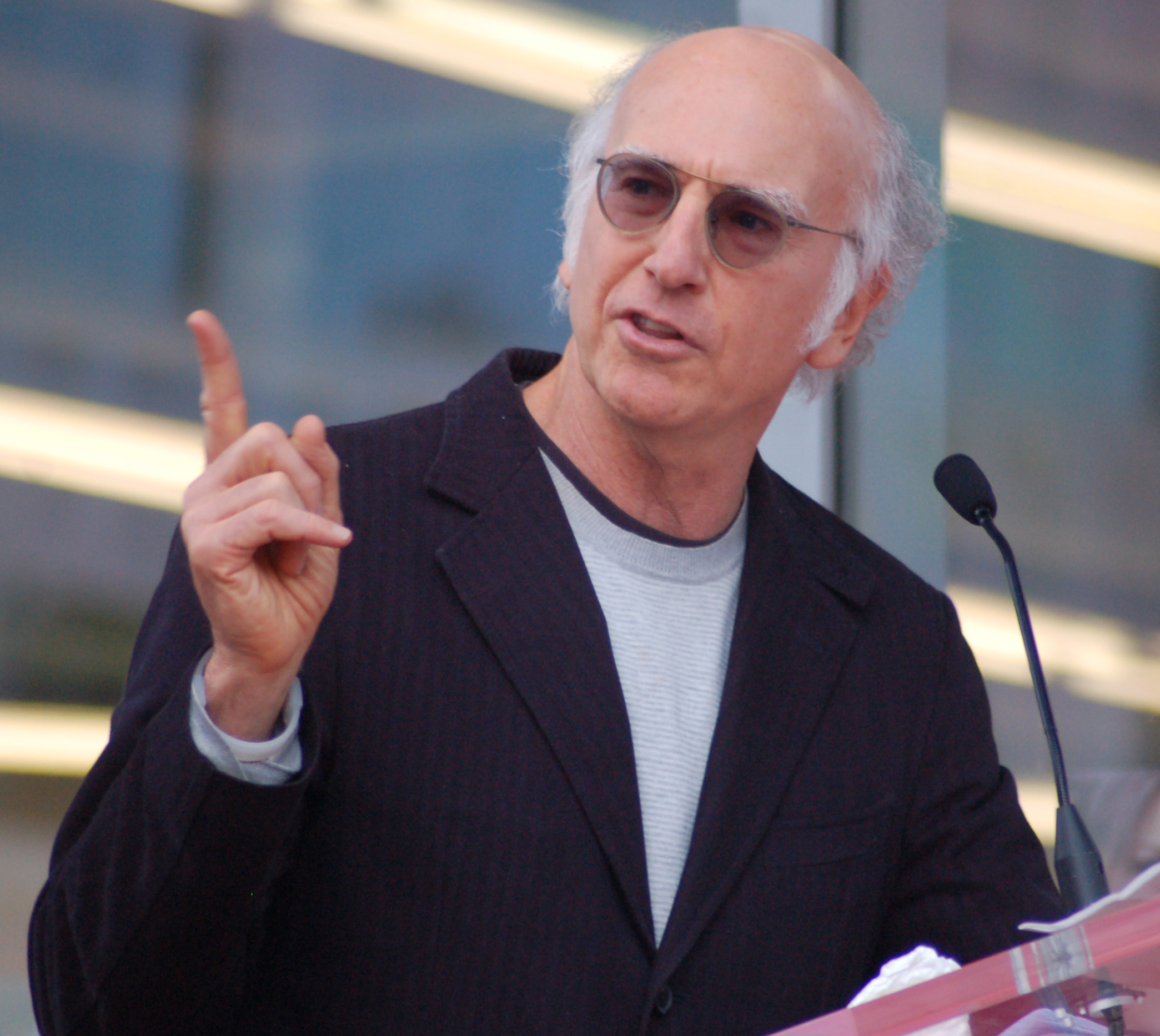
Ларри Дэвид - создатель, сценарист, продюсер и главная звезда сериала Умерь свой энтузиазм

| Название              | Жанр                                         | Дата премьеры   | Сезоны                | Продолжительность серии | Статус                                       |
| --------------------- | -------------------------------------------- | --------------- | --------------------- | ----------------------- | -------------------------------------------- |
| Умерь свой энтузиазм  | Комедия поёживания/Импровизация/Чёрный юмор  | 15 октября 2000 | 11 сезонов, 110 серий | 26–58 мин.              | Выходит 11 сезон до 26 декабря 2021          |
| Белая ворона          | Драмеди                                      | 9 октября 2016  | 5 сезонов, 44 серий   | 27–41 мин.              | Выходит финальный 5 сезон до 26 декабря 2021 |
| Барри                 | Драмеди/Чёрная комедия/Трагикомедия/Детектив | 25 марта 2018   | 2 сезона, 16 серий    | 26–35 мин.              | Продлён                                      |
| В свободном улёте     | Скетчком                                     | 4 августа 2018  | 1 сезон, 6 серий      | 30–41 мин.              | Продлён                                      |
| Лос Страшилкас        | Комедия                                      | 14 июня 2019    | 1 сезон, 6 серий      | 26 мин.                 | Продлён                                      |
| Дамы шутят по-чёрному | Скетчком                                     | 2 августа 2019  | 2 сезона, 12 серий    | 26 мин.                 | Продлён                                      |
| Праведные Джемстоуны  | Чёрная комедия/Криминальная драма            | 18 августа 2019 | 1 сезон, 9 серий      | 33–60 мин.              | Продлён                                      |
| Авеню 5               | Чёрная комедия/Научная фантастика            | 19 января 2020  | 1 сезон, 9 серий      | 28–29 мин.              | Продлён                                      |
| Белый лотос           | Сатира/Драмеди/Антология                     | 11 июля 2021    | 1 сезон, 6 серий      | 54–65 мин.              | Продлён                                      |